# Aryana Sayeed
Aryana Sayeed (paszto: آریانا سعید; ur. 14 lipca 1985 w Kabulu) – afgańska piosenkarka folkowo-popowa, autorka tekstów piosenek, prezenterka oraz osobowość telewizyjna.

## Kariera
Stała się popularna w 2008 roku dzięki swojemu singlowi „MashAllah”. Od tamtej pory występowała regularnie na koncertach, festiwalach i w programach telewizyjnych. Była gospodarzem Szab-e-Mosiqi na antenie afgańskiej stacji telewizyjnej 1TV. Pełniła funkcję jednego z jurorów w programie telewizyjnym The Voice of Afganistan na antenie Tolo TV.

## Dyskografia

### Single
- „Biya Biya” (ft. Jawid Sharif)
- „MashAllah” (ft. Khiza)
- „Tark”
- „Afghan Pesarak”
- „Gule Seb Cover”
- „Dilam Tang ast”
- „Habibi”
- „Yallah Yallah Cover”
- „Shabe Mahtab”
- „Hairanam”
- „Jelwa” (ft. Jawid Sharif)
- „Tu barayem Moqadesi”
- „Toba Toba Cover”
- „Allah Shahkoko Jan Cover”
- „Peroozi Az Aane Mast”
- „Banooe Atash Nesheen”
- „Maadare Afghan”
- „De Stergo Tora” (ft. Irrfan Khan)
- „Laili Jaan”
- „Alay Jo”
- „Hamzole”
- „Lahza Haa” (ft. Sharham Farshid)
- „Anaar”
- „Qahramaan”
- „Jashn-e Toot”
- „Kamak Kamak”
- „Bi Aaghosh E Tu”